# Pierrefitte-ès-Bois
Pierrefitte-ès-Bois – miejscowość i gmina we Francji, w Regionie Centralnym, w departamencie Loiret.
Według danych na rok 1990 gminę zamieszkiwały 324 osoby, a gęstość zaludnienia wynosiła 12 osób/km² (wśród 1842 gmin Centre, Pierrefitte-ès-Bois plasuje się na 820. miejscu pod względem liczby ludności, natomiast pod względem powierzchni na miejscu 424.).